# Shaoxing
Shaoxing (cinese: 绍兴; pinyin: Shàoxīng) è una città-prefettura della Cina nella provincia dello Zhejiang.
Nel suo comune rientra il ponte strallato più lungo al mondo, il Jiashao.